# Église de la Nativité-de-la-Sainte-Vierge d'Agassac
L'église de la Nativité-de-la-Sainte-Vierge est une église catholique située à Agassac, dans le département français de la Haute-Garonne.

## Localisation
L'église est située dans le bourg d'Agassac, en bordure de la route départementale 90.

## Histoire
L'église d'origine, romane, a été édifiée au Xe siècle ou XIe siècle, mais a subi de nombreuses transformations depuis.

## Architecture et extérieurs
Le clocher de l'église est un clocher-mur. Restauré en 1997, il comprend trois cloches.

## Intérieurs
Les fonts baptismaux sont à immersion totale. Ils sont antérieurs au XVIe siècle.